# Suehiro Maruo
Suehiro Maruo (丸尾 末広?, Maruo Suehiro; Nagasaki, 28 gennaio 1956) è un fumettista, illustratore e pittore giapponese.

## Biografia
Nato in una famiglia povera, era il più giovane di sette fratelli e sorelle. Bambino fortemente riservato, afferma di non aver pronunciato più di qualche parola ai suoi genitori durante tutta la sua giovinezza. Ha sempre disegnato fin da ragazzo e soprattutto si è divertito a ridisegnare  il popolare manga d'azione 8 Man (8マン?) ,creato e scritto nel 1963 da Kazumasa Hirai (平井 和正?) con disegni di Jiro Kuwata (桑田 二郎?) . A tredici anni Maruo inizia  a saltare regolarmente la scuola che abbandona dopo le medie per vivere da solo all'età di quindici anni. La vita e il carattere travagliato lo portano, tra l’altro, ad azioni di  taccheggio, comportamento culminato in un soggiorno di due settimane in carcere, a metà degli anni settanta, quando viene sorpreso a rubare album Pink Floyd e Santana da un negozio di dischi locale. 
Nel marzo 1972, si trasferisce a Tokyo e inizia a lavorare in una legatoria nel distretto di Itabashi. A 17 anni propone la bozza del suo primo manga al settimanale Weekly Shōnen Jump, ma il suo stile viene giudicato inadatto per una rivista per ragazzi; si allontana dall'ambiente dei fumetti fino al novembre 1980, quando esordisce ufficialmente in una rivista porno con Ribon no Kishi, all'età di 24 anni. A partire da questo momento può inseguire la sua visione senza restrizioni e censure. Due anni più tardi, viene pubblicata la prima antologia di Maruo, Barairo Kaibutsu (薔薇色ノ怪物?). È considerato uno dei maestri dei manga horror, specialmente del genere ero-guro. Le tematiche sono spesso omicidi violenti, lo stupro, l’incesto, il sadomasochismo e altre perversioni rappresentati con un tratto dettagliato e realistico. In un Paese in cui le persone conducono vite inquadrate sotto una eccezionale pressione sociale al conformismo, Maruo vede gli elementi più contorti della natura umana.  È figlio del Giappone moderno e del suo crogiolo di idee e culture contrastanti. Il critico Inumino Yomota (四方田 犬彦?) ha definito la sua comunicazione visiva come una parata di arte kitsch del XX secolo, con elementi tratti dalla Germania nazista, il Giappone del periodo Taishō e i primi anni dell’era Showa, dalla televisione moderna e dal manga. L'autore stesso  descrive la sua opera come una "collezione di furti": grande influenza hanno avuto i lavori Kazuichi Hanawa (花輪和一?), le raffigurazioni icastiche di violenza e morte del maestro dell'ukiyo-e Tsukiyoka Yoshitoshi (月岡 芳年?). "Planet of the Jap" (日本人の惑星?), per ammissione dello stesso autore, è ispirato a La svastica sul sole di Philip K. Dick. Qualunque sia l’influenza, la sua esecuzione grafica è ineccepibile, sia che rappresenti scene sanguinolente o la semplice emozione di un volto, il suo elegante controllo del tratto e i suoi innovativi layout restano originali.
Maruo è anche pittore, illustratore, disegna artwork di cd, locandine, e copertine per settimanali e romanzi. Alcuni dei suoi personaggi sono stati commercializzati sotto forma di action figure . Dalla sua opera  "Midori. La ragazza delle camelie" (少女椿?, Shōjo Tsubaki) è stato tratto l'anime Midori di Hiroshi Harada con la colonna sonora di J.A. Seazer.

## Opere pubblicate in Italia
- Midori. La ragazza delle camelie, collana Manga fantastico, Coconino Press, 4 aprile 2003, ISBN 978-8888063171.
- Il Vampiro che ride, collana Manga fantastico, vol. 1, Coconino Press, 30 ottobre 2014, ISBN 978-8876182556.
- Il vampiro che ride, collana Manga fantastico, vol. 2, Coconino Pres, 30 ottobre 2014, ISBN 978-8876182709.
- Notte putrescente, collana Manga fantastico, Coconino Press, 4 aprile 2003, ISBN 978-8888063416.
- La strana storia dell'isola Panorama, collana Manga fantastico, Coconino Press, 7 dicembre 2011, ISBN 978-8876180651.
- Il bruco, collana Manga fantastico, Coconino Press, 26 luglio 2012, ISBN 978-8876182242.
- Tomino la dannata, collana Coconino cult, vol. 1, Coconino Press, 12 ottobre 2017, ISBN 978-8876183300.
- Tomino la dannata, collana Gekiga, vol. 2, Coconino Press, 1º febbraio 2018, ISBN 978-8876183614.
- Tomino la dannata, collana Coconino cult, vol. 3, Coconino Press, 18 luglio 2019, ISBN 978-8876184499.
- L'inferno nelle bottiglie, Coconino Press, 15 aprile 2021, ISBN 978-8876185731.

## Opere pubblicate in Giappone
- 薔薇色ノ怪物 (Barairo no Kaibutsu)
  - 1982, 25 luglio - Seirindo
  - 1992 - Seirindo ISBN 4-7926-0105-3
  - 2000, 25 febbraio - Seirindo ISBN 4-7926-0310-2 (nuova edizione)
- 夢のQ-SAKU (Yume no Q-SAKU)
  - 1982, 25 dicembre - Seirindo ISBN 4-7926-0110-X
  - 2000, 14 aprile - Seirindo ISBN 4-7926-0311-0 (nuova edizione)
- DDT
  - 1983, 25 novembre - Seirindo ISBN 4-7926-0122-3
  - 1999, 25 gennaio - 青林工藝舎 ISBN 4-88379-020-7 (nuova edizione)
- 少女椿 (Shōjo Tsubaki)
  - 1984, 25 settembre - Seirindo ISBN 4-7926-0129-0
  - 1999, 25 agosto - Seirindo ISBN 4-7926-0306-4 (edizione rivista)
  - 2003, 24 ottobre - 青林工藝舎 ISBN 4-88379-141-6 (edizione rivista)
- キンランドンス (Kinrandonsu)
  - 1985, 1º settembre- Seirindo ISBN 4-7926-0143-6
  - 2000, 20 giugno - Seirindo ISBN 4-7926-0319-6 (nuova edizione)
- 丸尾末広ONLY YOU (maruo suehiro ONLY YOU)
  - 1985, 25 dicembre
- パラノイア・スター (Paranoia Star)
  - 1986, 31 gennaio
  - 1994, 25 settembre - 秋田書店 ISBN 4-253-10379-0
- 江戸昭和競作無惨絵英名二十八衆句 (Edo Shōwa Kyōsaku Muzan-e Eimei Nijūhasshūku (Bloody Ukiyo-e nel 1866 & 1988))
  - 1988, 20 gennaio 1988
- 丸尾地獄 (Maruo Jigoku)
  - 1983, 25 novembre
  - 2001, 2 ottobre
- 国立少年 (ナショナルキッド) (Kokuritsu Shōnen (National Kid))
  - 1989, 1º agosto - Seirindo ISBN 4-7926-0191-6
- 犬神博士 (Inugami Hakase)
  - 1994, 25 settembre
- 風の魔転郎 (Kaze no Matenrō)
  - 1995, 25 aprile - 徳間書店 ISBN 4-19-950011-1
- 丸尾地獄2 (Maruo Jigoku 2)
  - 1995 - Seirindo
  - 2001 12 dicembre - Seirindo
- 丸尾画報1 (MARUOGRAPH1) (Maruo Gahō 1)
  - 1996, 1º settembre - トレヴィル
- 丸尾画報2 (MARUOGRAPH2) (Maruo Gahō 2)
  - 1996, 1º novembre - トレヴィル
- ギチギチくん (Gichigichi-kun)
  - 1996, 1º dicembre - 秋田書店 ISBN 4-253-10318-9
- 月的愛人LUNATIC LOVER'S
  - 1997, 25 febbraio - Seirindo
  - 1999, 20 dicembre - Seirindo
- マルヲグラフ (Maruograph)
  - 1999, 1º marzo - パロマ舎
- 新ナショナルキッド (NEW NATIONAL KID) (Shin National Kid)
  - 1999, 25 novembre - 青林工藝舎 ISBN 4-88379-044-4
- 笑う吸血鬼 (Warau Kyūketsuki (Il Vampiro che ride))
  - 2000, 15 marzo - 秋田書店 ISBN 4-253-10310-3
- マルヲボックス 特装版 (Maruo Box)
  - 2000, 1º agosto - パロマ舎 (edizione limitata 50 esemplari)
- マルヲボックス 普及版 (Maruo Box)
  - 2000, 1º agosto - パロマ舎 (edizione limitata 100 esemplari)
- 新世紀ＳＭ画報 (Shinseiki SM Gahō)
  - 2000, 20 agosto - 朝日ソノラマ
- ハライソ 笑う吸血鬼２ (Paraiso: Warau Kyūketsuki 2)
  - 2004 - 秋田書店 ISBN 4-253-10311-1
- 丸尾画報EX1 (MARUOGRAPH EX 1) (Maruo Gahō EX 1)
  - 2005, 11 giugno - Editions Treville Pan-Exotica ISBN 4-309-90640-0 (nuova edizione aggiornata di 丸尾画報1)
- 丸尾画報EX2 (MARUOGRAPH EX 2) (Maruo Gahō EX 2)
  - 2005, 11 agosto - Editions Treville Pan-Exotica ISBN 4-309-90641-9 (nuova edizione aggiornata 丸尾画報2)
- パノラマ島綺譚 (Panorama-tō Kidan)
  - 2008, 25 febbraio - Enterbrain ISBN 4-7577-3969-9 (adattamento di Edogawa Rampo)

## Opere pubblicate fuori dal Giappone

### Stati Uniti
- Mr. Arashi's Amazing Freak Show (少女椿) pubblicato da Blast Books. ISBN 0-922233-06-3
- Ultra-Gash Inferno pubblicato da Creation Books. ISBN 1-84068-039-3
- Comics Underground Japan (antologia che include la storia "Planet of the Jap") pubblicato da Blast Books. ISBN 0-922233-16-0
- How to Rake Leaves pubblicato da Stone Bridge Press. ISBN 1-880656-07-8
- How to Take a Japanese Bath pubblicato da Stone Bridge Press. ISBN 0-9628137-9-6

### Brasile
- O Vampiro que Ri (笑う吸血鬼) pubblicato da Conrad Editora. ISBN 85-7616-045-5
- Paraíso: O Sorriso do Vampiro (ハライソ 笑う吸血鬼２) pubblicato da Conrad Editora. ISBN 85-7616-196-6
- Ero-Guro, o erótico grotesco de Suehiro Maruo pubblicato da Conrad Editora. ISBN 85-7616-135-4

### Francia
- La Jeune Fille aux Camelias (少女椿) ISBN 2-915517-03-7
- Yume no Q-Saku pubblicato da Le Lézard Noir. ISBN 2-9522062-3-6
- Lunatic Lover's pubblicato da Le Lézard Noir. ISBN 2-9522062-4-4
- Vampyre 1 (笑う吸血鬼) pubblicato da Le Lézard Noir. ISBN 2-9522062-8-7
- Vampyre 2 (ハライソ 笑う吸血鬼２) pubblicato da Le Lézard Noir. ISBN 2-9522062-9-5
- Exercices d'Automne: Ou l'Art de Ramasser les Feuilles Mortes pubblicato da Le Lézard Noir. ISBN 2-9522062-1-X
- L'art du Bain Japonais pubblicato da Le Lézard Noir. ISBN 2-9522062-0-1

### Germania
- Midori, Das Kamelienmädchen (少女椿) ISBN 3-931377-30-X
- Der Lachende Vampir (笑う吸血鬼) ISBN 3-931377-87-3

### Spagna
- El Monstruo de Color de Rosa (薔薇色ノ怪物) pubblicato da Glénat.
- Midori: La Niña de las Camelias (少女椿) pubblicato da Glénat.
- Dr. Inugami (犬神博士) pubblicato da Glénat.
- Gichi Gichi Kid (ギチギチくん) pubblicato da Glénat.
- Lunatic Lover's pubblicato da Glénat.
- La Sonrisa del Vampiro (笑う吸血鬼) pubblicato da Glénat.
- La Sonrisa del Vampiro 2: Paraíso (ハライソ 笑う吸血鬼２) pubblicato da Glénat.
- DDT pubblicato da Ediciones Otaku Manga. ISBN 84-96172-68-6. Settembre 2004.
- New National Kid pubblicato da Ediciones Otaku Manga. Giugno 2004.
- La Extraña Historia de la Isla Panorama (パノラマ島綺譚) pubblicato da Glénat

### Russia
- Шоу уродов господина Араси (少女椿) pubblicato da Comix Factory. ISBN 978-5-7525-1805-8
- Приют влюбленного психопата (月的愛人) pubblicato da Comix Factory. ISBN 978-5-7525-1806-5